# 馬柴山
馬柴山（Machay）是秘魯的山峰，位於該國中部瓦努科大區，由瓦努科省的丘魯班巴區負責管轄，屬於安地斯山脈的一部分，海拔高度4,000米。